# La Chapelle-sur-Vire
La Chapelle-sur-Vire est un site bordant la Vire, rattaché administrativement à la commune de Condé-sur-Vire (commune déléguée de Troisgots) dans le département de la Manche.

## Le site
Situé au sud-est du territoire de Troisgots, le site est un hameau sur la rive gauche de la Vire, au confluent du Marqueran, constitué de maisons construites autour d'une chapelle de pèlerinage et auparavant d'un institut médico-éducatif aujourd'hui fermé (déménagé à Marigny). Il est complété sur le versant est du fleuve côtier, sur la commune de Domjean, d'un chemin de croix monumental.

## Histoire
Sur ce très ancien lieu de pèlerinage païen puis christianisé, au bord même de la Vire, a été édifié à partir de 1197 (année de la charte de fondation) un prieuré catholique, auquel a succédé une chapelle en 1847 achevée en 1852, et la chapelle actuelle en 1889 vouée à abriter la statue vénérée de la Vierge (Notre-Dame-sur-Vire), elle-même datée du XVe siècle et consacrée par le pape Léon XIII en 1886.

## Chapelle Notre-Dame-sur-Vire
La chapelle actuelle est le troisième édifice sur ce site et elle a été construite en 1888 dans un style néogothique de pierres rouges.
Elle renferme deux objets classés au titre des monuments historiques:
- Un haut-relief représentant sainte Anne portant la Vierge et l'Enfant[1] datant du XIIe siècle,
- Les bas-reliefs en albâtre[2] présents sur le maître-autel.

On trouve également la statue de Vierge qui fait l'objet de dévotion.

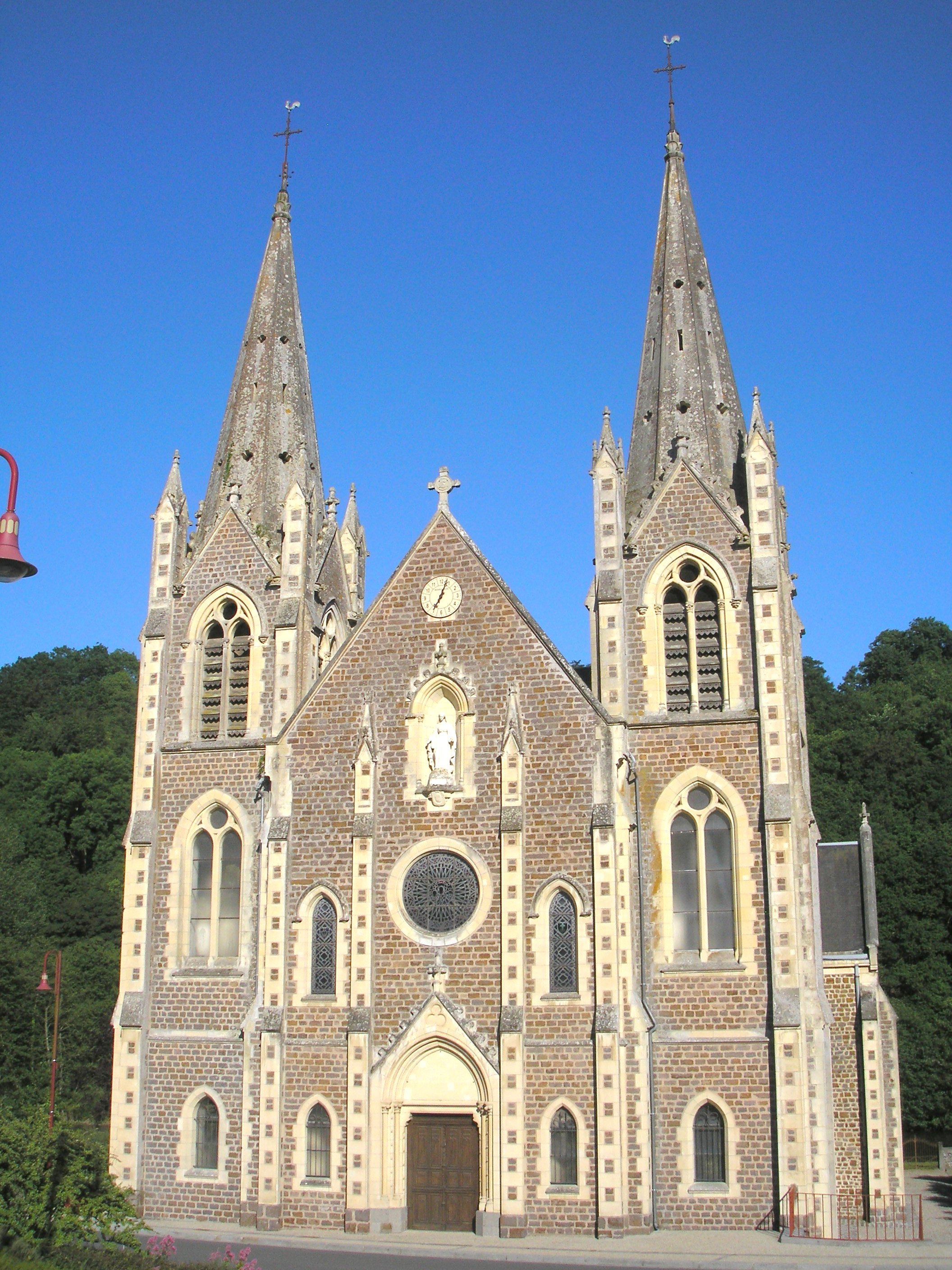
La chapelle.
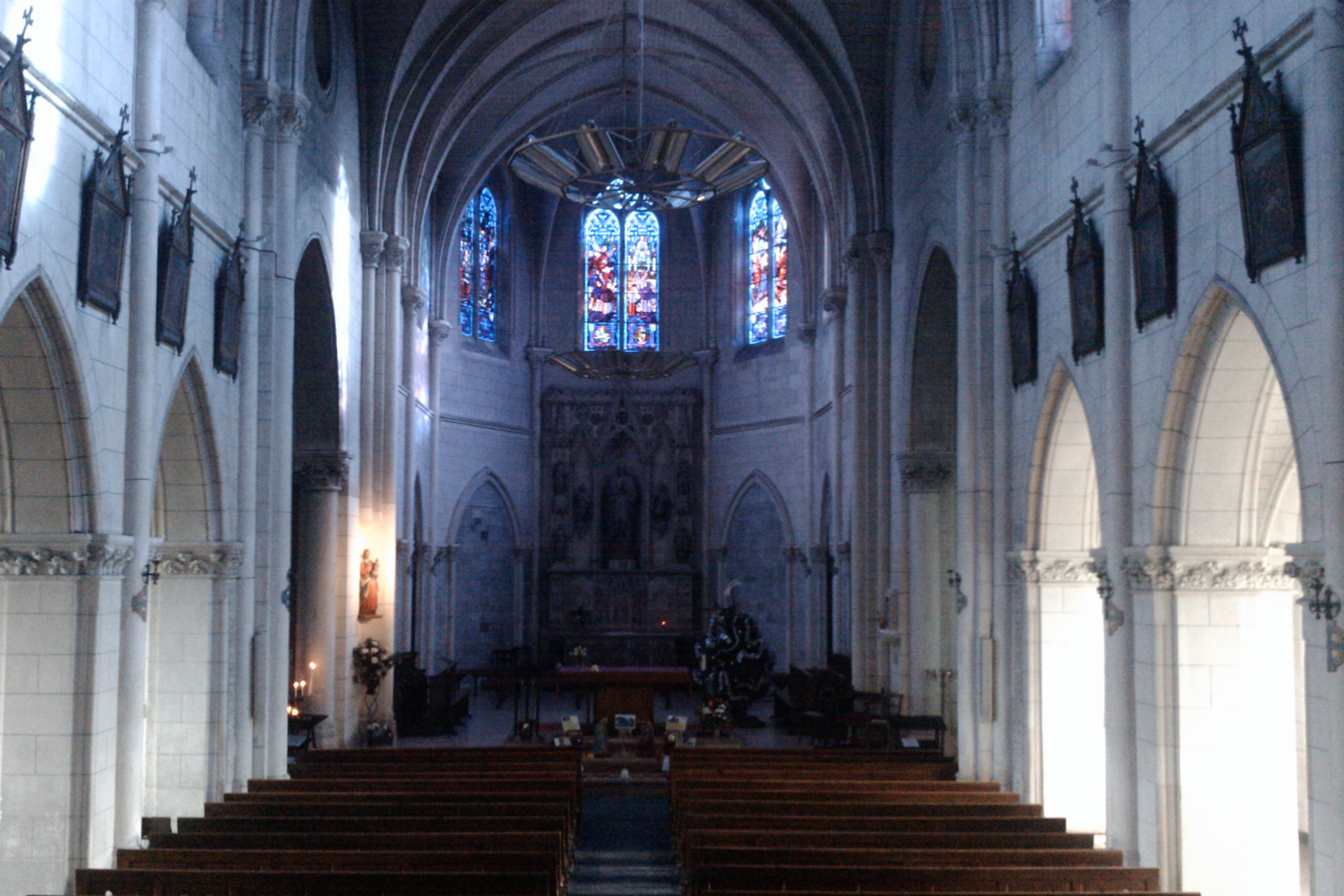
La nef.
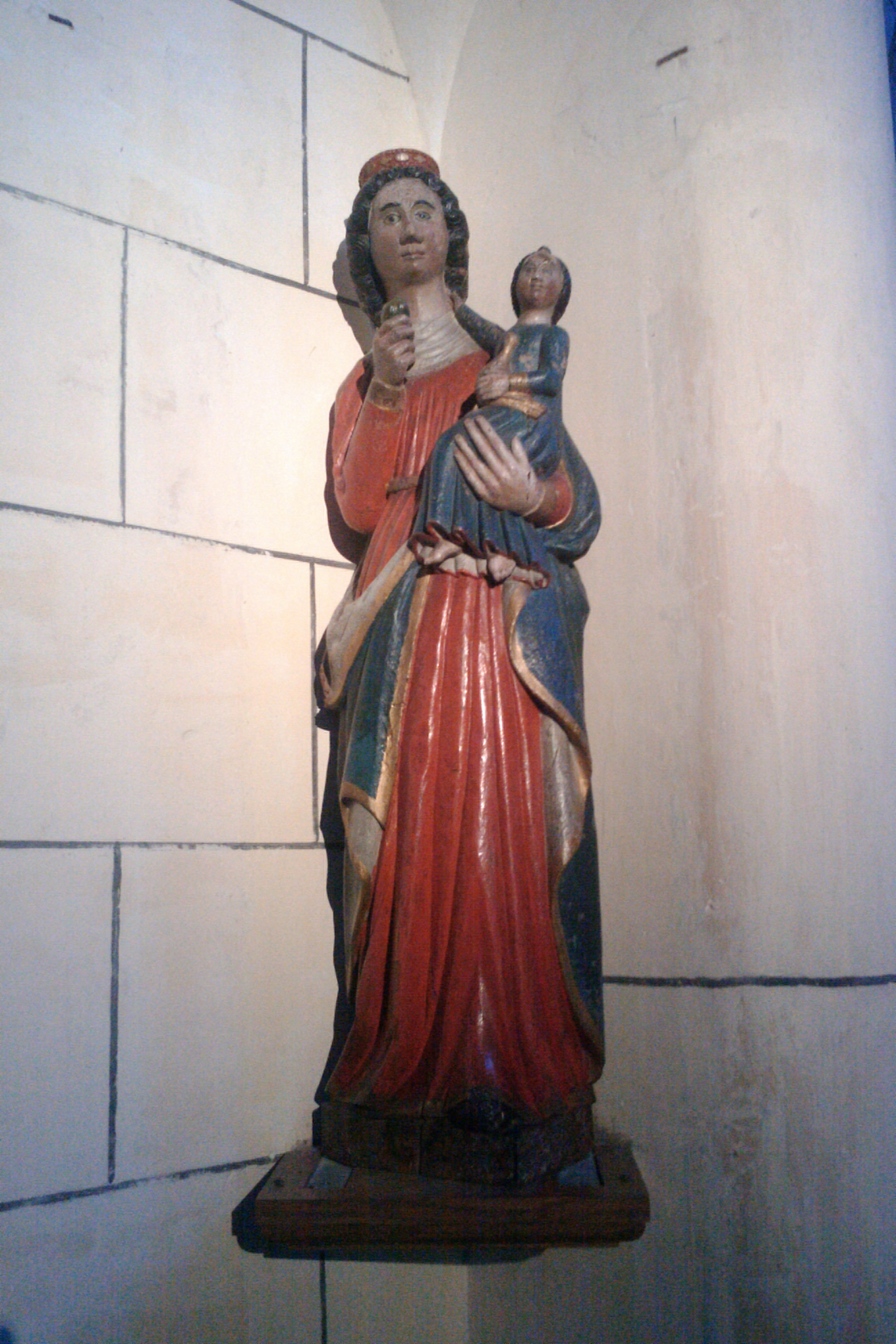
Statue de la Vierge.
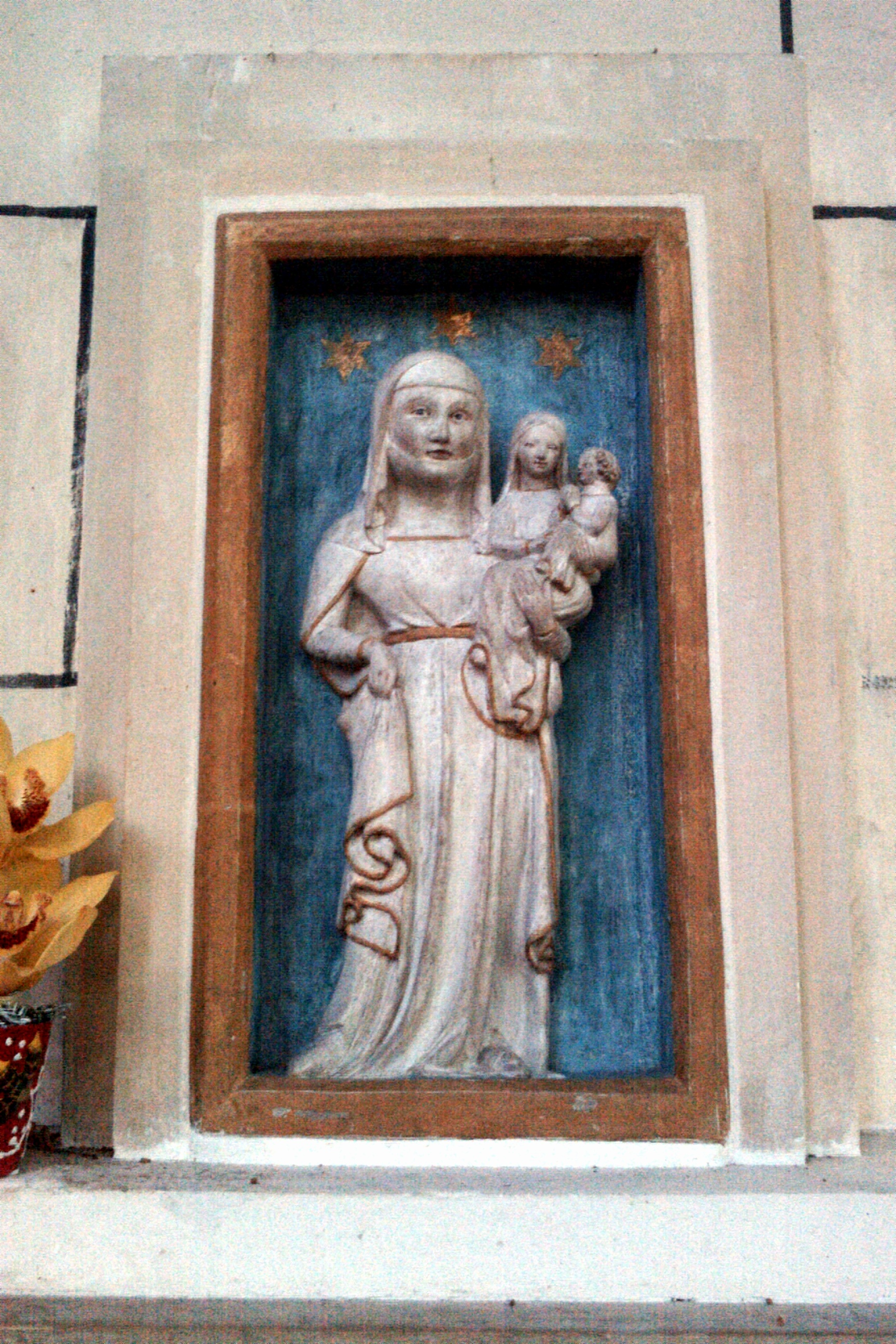
Sainte Anne portant la Vierge et l'Enfant.
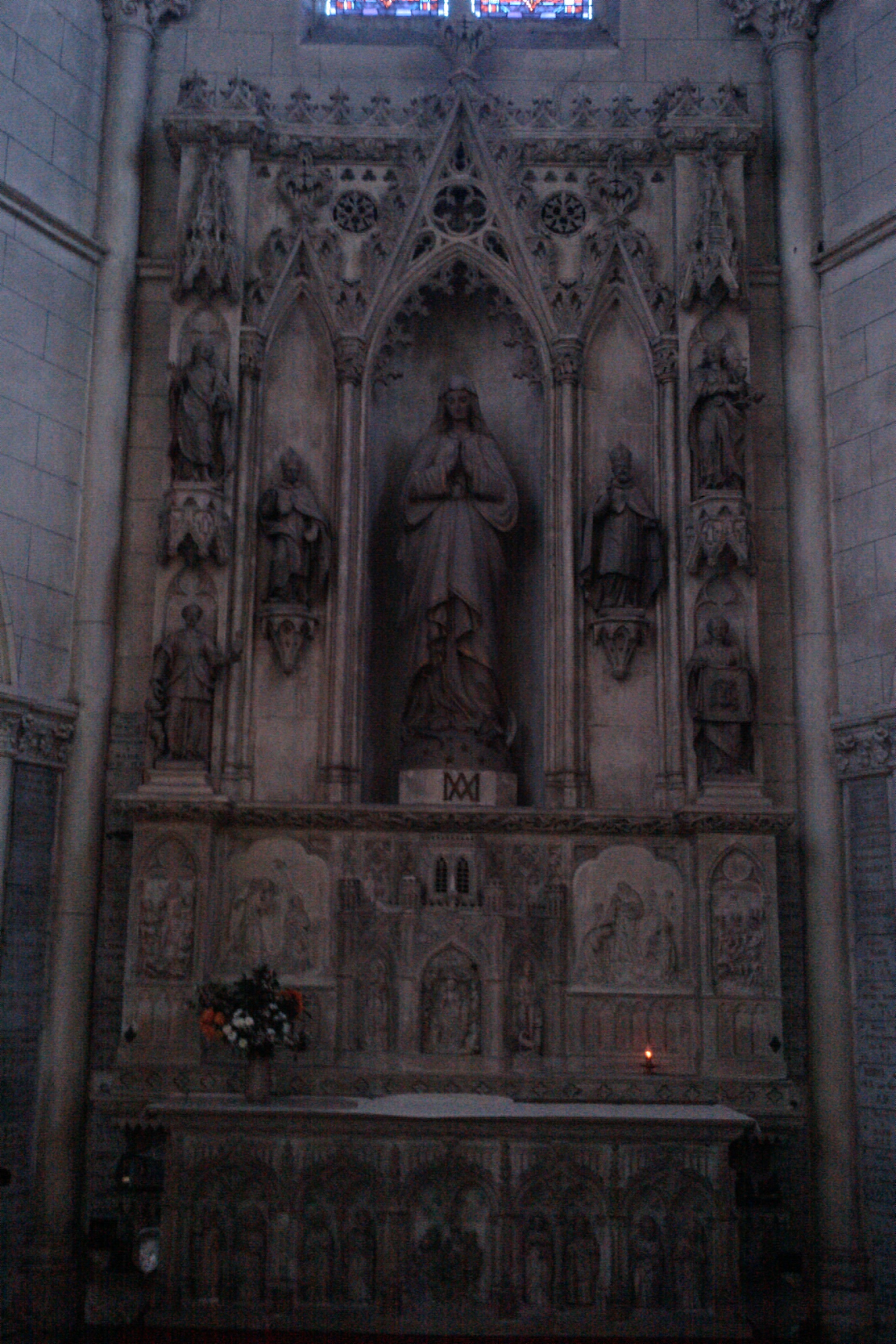
Maitre-autel.